# 波夫拉西翁德坎波斯
波夫拉西翁德坎波斯，是西班牙卡斯蒂利亚-莱昂帕伦西亚省的一个市镇。 总面积23平方公里，总人口180人（2001年），人口密度8人/平方公里。